# Eremidium maius
Eremidium maius är en insektsart som beskrevs av Willy Adolf Theodor Ramme 1929. Eremidium maius ingår i släktet Eremidium och familjen Lentulidae. Inga underarter finns listade i Catalogue of Life.